# Elise Ringen
Elise Ringen (Meråker, 21 novembre 1989) è un'ex biatleta norvegese.

## Biografia
Elise Ringen, sorella gemella di Ada (a sua volta biatleta) e attiva dalla stagione 2006-2007, in Coppa del Mondo ha esordito il 13 marzo 2008 a Oslo Holmenkollen in sprint (39ª) e ha ottenuto due podi, entrambi in staffetta: la vittoria dell'11 dicembre 2011 a Hochfilzen e il 2º posto del 4 gennaio 2012 a Oberhof. Ai Mondiali di Ruhpolding 2012, suo esordio iridato, ha vinto la medaglia di bronzo nella staffetta e si è classificata 71ª nell'individuale, 14ª nella sprint, 21ª nell'inseguimento e 22ª nella partenza in linea; ai XXII Giochi olimpici invernali di Soči 2014, sua unica presenza olimpica, si è piazzata 23ª nell'individuale, la sola gara nella quale ha preso il via, e l'anno dopo ai Mondiali di Kontiolahti 2015, sua ultima presenza iridata, è stata 32ª nell'individuale, 53ª nella sprint e 37ª nell'inseguimento. Ha preso per l'ultima volta il via in Coppa del Mondo il 21 marzo dello stesso anno a Chanty-Mansijsk in inseguimento (42ª) e si è ritirata durante la successiva stagione 2015-2016: la sua ultima gara in carriera è stata la staffetta mista individuale di IBU Cup disputata il 23 gennaio ad Arber, chiusa dalla Ringen al 2º posto.

## Palmarès

### Mondiali
- 1 medaglia:
  - 1 bronzo (staffetta[2] a Ruhpolding 2012)

### Mondiali giovanili
- 3 medaglie:
  - 2 argenti (sprint, staffetta a Ruhpolding 2008)
  - 1 bronzo (inseguimento a Ruhpolding 2008)

### Coppa del Mondo
- Miglior piazzamento in classifica generale: 25ª nel 2012
- 2 podi (entrambi a squadre), oltre a quello ottenuto in sede iridata e valido anche ai fini della Coppa del Mondo:
  - 1 vittoria
  - 1 secondo posto

#### Coppa del Mondo - vittorie
| Data             | Località   | Nazione | Specialità                                          |
| ---------------- | ---------- | ------- | --------------------------------------------------- |
| 11 dicembre 2011 | Hochfilzen | Austria | RL (con Fanny Horn, Synnøve Solemdal e Tora Berger) |

Legenda:

RL = staffetta